# Ceratop
|  | Aquest article tracta sobre gènere. Vegeu-ne altres significats a «Ceratop (infraordre)». |

Ceratop (Ceratops, "cara banyuda") és un gènere de dinosaure ceratop que va viure al Cretaci superior. Les seves restes fòssils s'han trobat a Montana i a Alberta, Canadà. Tot i que no es coneix gaire bé, ceratop és important en la història dels dinosaures a causa del fet que és l'espècie tipus sobre la qual es basen els ceratops i els ceratòpsids.